# Ингрид
Ингрид је женско име које се користи у многим језицима, води порекло из шведског језика и има значење: жена.

## Имендани
- 5. фебруар.

## Варијације имена у језицима
-
-,
-,
- (нор:Ingefrid, Inger, Ingerid, Ingfrid, Ingfrida, Ingfryd, Ninni),
-.

## Познате личности
- Ингрид Бергман  (швед. Ingrid Bergman) (1915–1982), глумица,
- Ингрид Бетанкурт (шп. Ingrid Betancourt) (* 1961), колумбијски политичар